# Helga Oberloskamp
Helga Oberloskamp (* 1943 in Troppau) ist eine deutsche Juristin und emeritierte Professorin für Zivilrecht mit den Schwerpunkten Familien- und Jugendrecht.

## Leben
Helga Oberloskamp studierte Rechtswissenschaften an der Philipps-Universität in Marburg, der Université de Genève in Genf sowie der Universität Bonn. 1972 wurde sie in Bonn mit der Arbeit Die materiellen Ehevoraussetzungen – Eine vergleichende Gegenüberstellung des französischen, englischen und deutschen Rechts promoviert.
An der Fachhochschule Köln lehrte sie von 1996 bis zu ihrer Emeritierung im Jahr 2008. Zuvor hatte sie mit Unterbrechungen seit 1975 an der Katholischen Fachhochschule Köln doziert. Während dieser Zeit hatte sie auch diverse Gastprofessuren in Warschau und Québec inne.
Zu ihren Fachgebieten gehören neben der elterlichen Sorge und der Rechtsfürsorge des Staates für Minderjährige die Adoption und Jugendhilfe sowie die Betreuung für Erwachsene. Eines ihrer weiteren Lehrgebiete ist außerdem das Internationale Kinder-, Jugend- und Familienrecht. Auf ihre Bemühungen ist unter anderem auch die gedachte Schaffung des Sozial-Anwalts zurückzuführen.
Helga Oberloskamp engagierte sich neben ihrer Tätigkeit als Dozentin an der Hochschule auch sehr für die internationale Zusammenarbeit verschiedener Fakultäten. So ist es maßgeblich ihrem Bemühen zu verdanken, dass seit dem Jahr 1991 eine Partnerschaft zwischen der Fakultät für Angewandte Sozialwissenschaft der Fachhochschule Köln und dem Institut für Sozialpolitik der Universität Warschau (Uniwersytet Warszawski) besteht. Zudem baute sie ab dem Jahr 2002 zusätzlich eine weitere Kooperation mit der Fakultät für Sozialpolitik der Mykolas-Romeris-Universität in Vilnius auf, sodass aus der binationalen Zusammenarbeit (deutsch-polnisch), eine trinationale Zusammenarbeit (deutsch-polnisch-litauisch) wurde.
Seit ihrer Emeritierung ist sie als Dozentin mit Fortbildungen in der Praxis und auch schreibend weiterhin aktiv tätig. Frau Oberloskamp lebt in der Eifel.

## Mitgliedschaften
- Deutschen Juristinnenbund e.V. (djb).

- seit 1975 Mitglied der Bundesarbeitsgemeinschaft der Hochschullehrer des Rechts an Fachhochschulen (BAGHR)

- seit 1975 Mitglied des Hochschullehrerbundes

- seit 1978 Mitglied des Deutschen Familiengerichtstages (DFGT)

- 1979–1984 Mitglied des Vorstandes der Arbeitsgemeinschaft für Kinder- und Jugendhilfe (AGJ) in Bonn

- seit 1986 Berufenes Mitglied der Wissenschaftlichen Vereinigung für Familienrecht

- seit 1988 Berufenes Mitglied des Arbeitskreises für Familienrecht im Kommissariat der deutschen Bischöfe

- seit 1990 Mitglied des Deutschen Betreuungsgerichtstages

- seit 1992 Mitglied der Deutsch-polnischen Juristen-Vereinigung (DPJV)

- seit 1993 Mitglied der Deutsch-polnischen Gesellschaft (DPG)

- seit 1997 Berufenes Mitglied beim Internationalen Sozialdienst (ISD)

## Auszeichnungen
- 2005 Preisträgerin des vom Bundesministerium für Bildung und Wissenschaft gestifteten Preises für „Herausragende Leistungen in der polnisch-deutschen Hochschulkooperation“
- 2005 Trägerin des Kavalierkreuzes des Verdienstordens der Republik Polen

## Werke
- Jugendhilfe in Polen und Deutschland Sollen wir den Polen empfehlen, Jugendämter einzurichten?
- Polnisch-Deutsches und Deutsch-Polnisches Lexikon der Sozialpolitik und Sozialarbeit
- Kindschaftsrechtliche Fälle für Studium und Praxis, ISBN 3-472-06477-3
- Jugendhilferechtliche Fälle für Studium und Praxis, ISBN 3-472-06592-3
- Gutachtliche Stellungnahmen in der sozialen Arbeit, ISBN 3-472-03643-5
- Wir werden Adoptiv- oder Pflegeeltern, ISBN 3-423-05215-5
- Vormundschaft, Pflegschaft und Beistandschaft für Minderjährige, 3. Auflage 2010, Verlag C.H. Beck, ISBN 978-3-406-58184-7